# Murtede
Murtede é uma povoação portuguesa sede da Freguesia de Murtede do Município de Cantanhede, freguesia com 20,17 km² de área e 1288 habitantes (censo de 2021), tendo, por isso, uma densidade populacional de 63,9 hab./km².
Murtede está situada no limite leste do município, a 8 km da cidade de Cantanhede, englobando ainda a freguesia os lugares de Enxofães, Porto de Carros, Carvalho e Casal das Sete Fontes.
Murtede pertence ao Município de Cantanhede desde 1836. Antes, no século XVIII, e embora pertencendo a Coimbra, havia sido concelho, para efeitos judiciais, com juiz nomeado pela Câmara.
Reza a lenda que a povoação ter-se-á chamado Vila Verde, devido ao seu aspecto verdejante e alegre, até que uma epidemia terá dizimado os habitantes. Dessa mortandade surgiria, ainda segundo a tradição popular, o nome de "Mortede" (S.Martinho de Mortede). Outra versão indica que na época da sua doação, por D. Raimundo, ao Mosteiro da Vacariça (1094), tal nome poderia ter a ver com "mortorio", que quereria significar "vinha morta".

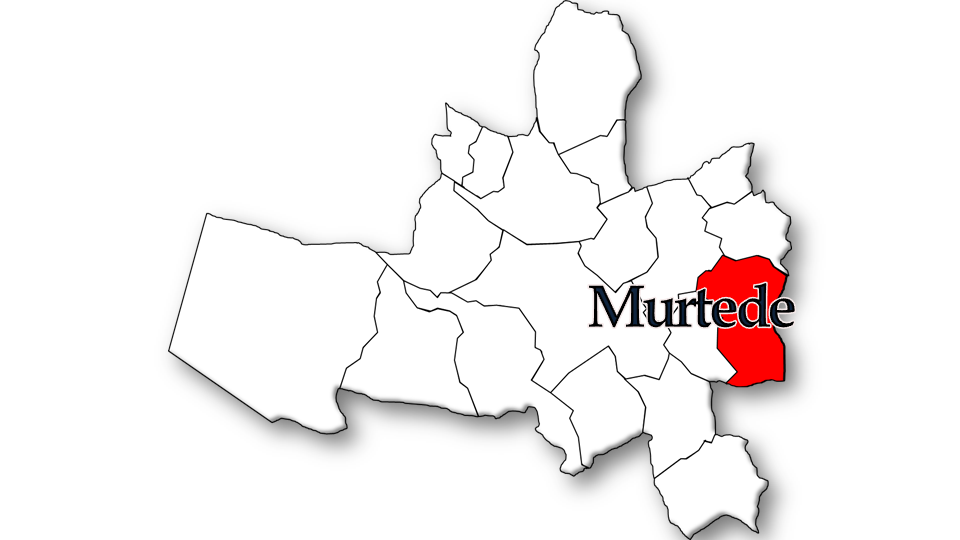
Localização da freguesia no Município de Cantanhede

## Demografia
A população registada nos censos foi:
| Distribuição da População por Grupos Etários | Distribuição da População por Grupos Etários | Distribuição da População por Grupos Etários | Distribuição da População por Grupos Etários | Distribuição da População por Grupos Etários |
| -------------------------------------------- | -------------------------------------------- | -------------------------------------------- | -------------------------------------------- | -------------------------------------------- |
| Ano                                          | 0-14 Anos                                    | 15-24 Anos                                   | 25-64 Anos                                   | > 65 Anos                                    |
| 2001                                         | 171                                          | 201                                          | 792                                          | 366                                          |
| 2011                                         | 152                                          | 118                                          | 737                                          | 424                                          |
| 2021                                         | 110                                          | 121                                          | 592                                          | 465                                          |

## Património
- Capela de Santa Maria Madalena
- Cruzeiro (lugar de Enxofães)
- Fonte de Murtede
- Casa das Palmeiras
- Mirante